# Riatina callosifrons
Riatina callosifrons är en insektsart som först beskrevs av Lucien Chopard 1925.  Riatina callosifrons ingår i släktet Riatina och familjen syrsor. Inga underarter finns listade i Catalogue of Life.